# Карл Гофман
Карл Го́фман  (пом. квітень 1920) — український військовик австрійського походження, отаман (майор) Української Галицької Армії.

## Життєпис
За національністю австрієць. В роки першої світової війни — офіцер австрійської армії. З листопада 1918 року командував армійською групою «Рудки» (група Гофмана), яка визначилася в боях з польською армією за Львів. В лютому 1919 року галицькі частини під командуванням Гофмана, прорвавши оборону противника і розвиваючи наступ, зайняли населені пункти Поріччя, Долиняни, Вовчухи, Милятин, Бар та Довгомостиська, чим значною мірою спричинилися до успішного завершення першого етапу Вовчухівської операції.
В червні 1919 року очолив новосформовану Самбірську (восьму) бригаду УГА. Розстріляний більшовиками у квітні 1920 року в Одесі.